# 天生三橋

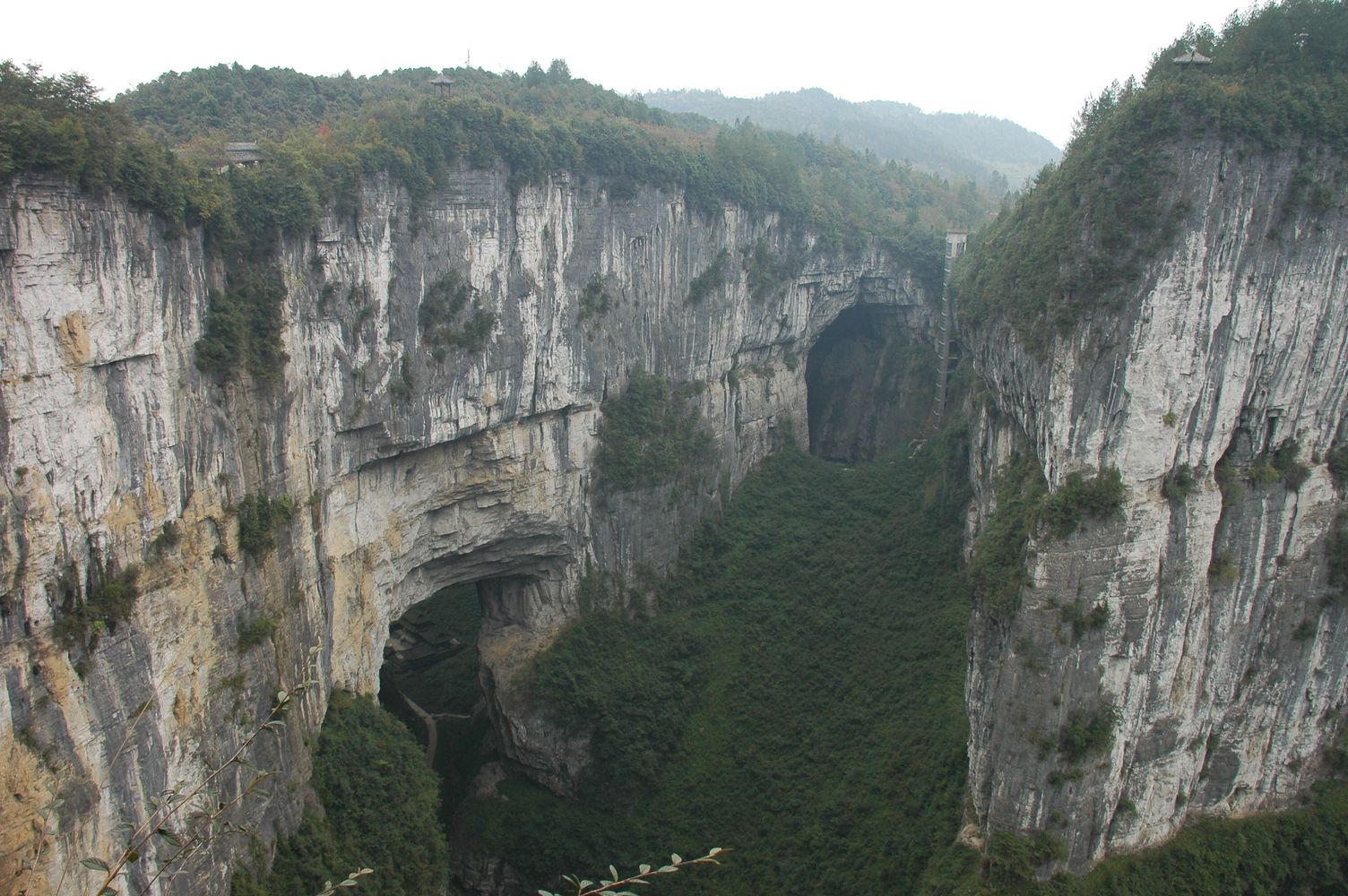
天生三橋

天生三橋（てんしょうさんきょう、簡体字: 天生三桥; 繁体字: 天生三橋; 拼音: Tiānshēng sān qiáo）は、中華人民共和国、重慶市武隆区の仙女山镇にある、石灰岩でできた天然橋（カルスト地形）群。天生三橋は、世界遺産中国南方カルスト-武隆カルストの一部である、武隆カルスト国立地質公園に位置する。同名の中国の5A級観光地（2011年認定）の一部でもある。3つの天然橋は中国語で龍にちなんだ名がつけられている：
- 天龍橋（中: 天龙桥）
- 青龍橋（中: 青龙桥）
- 黒龍橋（中: 黑龙桥）

## 概要

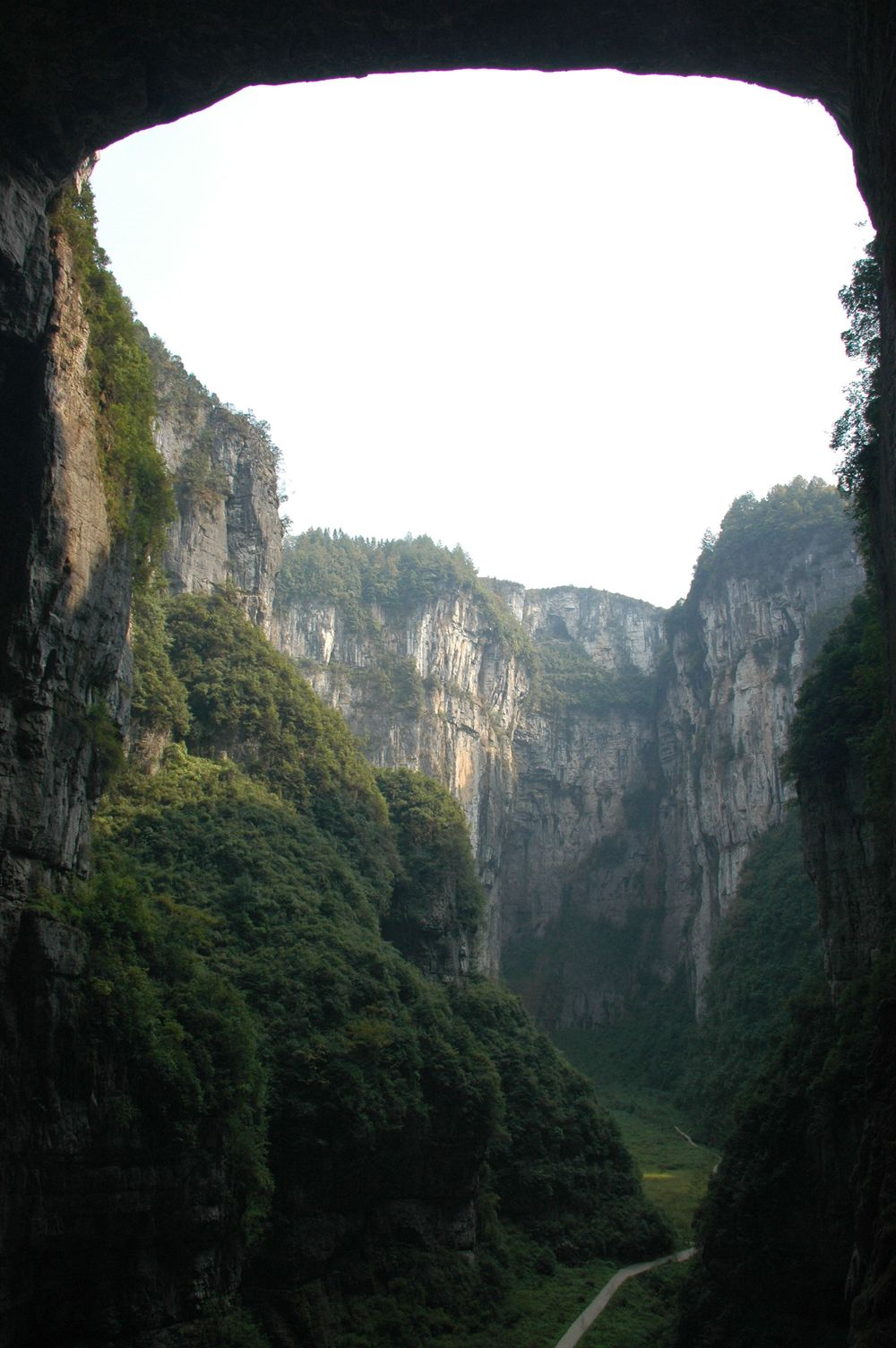
天龍橋

烏江の支流である羊水河を跨ぐようにある天生三橋は、敷地面積20 km2 (7.7 sq mi)の保護区の中心にある。この保護区には、以下のものも含まれている：
- 青龍天坑(青龙天坑);
- 神鷹天坑(神鹰天坑);
- 羊水河カルスト峡谷 (羊水河喀斯特峡谷);
- 龍水峡地縫(ゴルジュ、龙水峡地缝);
- 中石院天坑 (中石院天坑);
- 下石院天坑 (下石院天坑);
- 七十二岔洞 (七十二岔洞);
- 龍泉洞 (龙泉洞);
- 仙人洞 (仙人洞);
- 猴子坨伏流 (猴子坨伏流);
- 白果伏流 (白果伏流).

天龍橋の最高地点と黒龍橋の最低地点の高低差は1,500 m (4,900 ft)に過ぎず、世界最長の自然橋と呼べるものではない。しかしながら、天然カルストの構造物がまとまって見られるのは世界で天生三橋だけである。橋の間には青龍天坑と神鷹天坑があり、それぞれの深さは276m、285m、外周囲は300m、522mとなっている。

## 寸法
|                 | 高さ                 | 厚さ                 | 幅                   | 桁下高さ（平均）     | 桁下長さ（平均）    |
| --------------- | -------------------- | -------------------- | -------------------- | -------------------- | ------------------- |
| 天龍橋 (天龙桥) | 235メートル (771 ft) | 150メートル (490 ft) | 147メートル (482 ft) | 96メートル (315 ft)  | 34メートル (112 ft) |
| 青龍橋 (青龙桥) | 281メートル (922 ft) | 168メートル (551 ft) | 124メートル (407 ft) | 103メートル (338 ft) | 31メートル (102 ft) |
| 黒龍橋 (黑龙桥) | 223メートル (732 ft) | 107メートル (351 ft) | 193メートル (633 ft) | 116メートル (381 ft) | 28メートル (92 ft)  |